# Засновье (Клинцовский район)
Засновье — село Клинцовского района Брянской области. Входит в состав Великотопальского сельского поселения. 
Располагается на правом берегу реки Снов, от которой происходит его основное название. Время возникновения села точно неизвестно. По некоторым данным в 1926 году в Засновье проживало 110 жителей. До начала и во время Великой Отечественной войны село определенно делилось на два поселка. Северо-западная часть села, от сельского кладбища до центрального подворья — собственно Засновье, которое местные жители именовали еще Завод (диалектное, название происходящее от слова «заводь» или словосочетания «за водой»). Восточная часть села, от центрального подворья до дороги на село Пруска, даже в некоторых официальных документах именовалась как поселок Новолебяжье. Вокруг села располагались леса, небольшие болота и торфяники. Жители собственными силами заготавливали для отопления домов и бань как дрова, так и торф. Водоснабжение осуществлялось за счет колодцев. В центре села находился магазин «сельпо» и рядом с ним небольшой колхозный сад. Вокруг села располагались животноводческие фермы, в самом селе на центральном подворье разводились лошади и овцы. Пойма реки Снов позволяла заготавливать корма для скота и пасти стада на заливных лугах. Суходолы использовались для посева зерновых, в основном злаковых культур. Жители села широко практиковали на приусадебных участках разведение кроликов и домашней птицы (преимущественно кур, реже индеек), содержали крупный рогатый скот. В селе встречались пчеловодческие пасеки. Со второй половины 80-х годов село начало стремительно пустеть и приходить в упадок из-за оттока молодежи и вымирания. 
Будет упразднен как фактически не существующий в связи с переселением всех жителей на постоянное место жительства в другие населённые пункты.